# 英国アカデミー賞テレビ部門
英国アカデミー賞テレビ部門（British Academy Television Awards）は、その年のテレビに関連した業績に対して授与される賞で、英国映画テレビ芸術アカデミー（BAFTA）が授与を行っている。1955年に始まり、アメリカにおけるエミー賞に該当する。

## 背景
本賞は1955年に全英テレビ制作者連盟により創設。1958年にBAFTAに統合。1997年までは英国アカデミー賞（映画部門）と合同で授賞式を行っていた。現在は4月に授賞式を行っている。